# Округ Свејн (Северна Каролина)
Свејн (енгл. Swain County) је округ у америчкој савезној држави Северна Каролина.

## Демографија
По попису из 2010. године број становника је 13.981, што је 1.013 (7,8%) становника више него 2000. године.
| Група             | 2000.         | 2010.         |
| Белци             | 8.544 (65,9%) | 9.168 (65,6%) |
| Афроамериканци    | 221 (1,7%)    | 76 (0,5%)     |
| Азијати           | 20 (0,2%)     | 67 (0,5%)     |
| Хиспаноамериканци | 191 (1,5%)    | 540 (3,9%)    |
| Укупно            | 12.968        | 13.981        |